# Конголезская коммунистическая партия
Конголезская коммунистическая партия (КОКП; фр. Parti Communiste Congolais, P.C.CO) — марксистско-ленинская партия в Демократической республике Конго.
КОКП создана 26 ноября 2009 года.
Первый массовый митинг партии прошёл 17 января 2011 года, в день 50-й годовщины убийства Патриса Лумумбы.
В своей деятельности партия руководствуется теорией диалектического и исторического материализма в применении к условиям Демократической республики Конго. Целью партии является «осуществление социализма, как Маркс, Кваме Нкрума, Че Гевара и Фидель Кастро его задумали и осуществляли». Также КОКП высказывается в своей программе за создание народной демократии, как её задумывал Лоран Кабила, при которой народ осуществил бы свою власть через Комитеты народной власти. Руководители партии подчёркивают её антиимпериалистический и анти-неоколониалистский характер, отклоняет любой диктат Международного валютного фонда и Всемирного банка, требует расширять производство прежде всего для местного рынка.
КОКП поддержала кандидатуру Жозефа Кабилы на президентских выборах в конце 2011 года.
Генеральный секретарь — Сильвер Босава Изекомб (фр. Sylvère Bosawa Isekombe).